# Sua Majestade Sereníssima
Sua Majestade Sereníssima (abreviado como S.M.S) foi um tratamento ostentado exclusivamente pelo Rei dos Belgas, Leopoldo II, usado durante todo o seu reinado.. Este tratamento por conter um adjetivo que não se refere a qualquer patamar de nobreza, é inferior ao tratamento puro de Majestade. É único e inédito na ciência política a junção do adjetivo "Sereníssima" com o substantivo "Majestade".